# Jože Vrabec
Jože Vrabec [jóže vrábec], slovenski matematik, * 21. oktober 1940, Ljubljana.

## Življenje in delo
Vrabec je leta 1959 je maturiral na Klasični gimnaziji v Ljubljani. Po maturi se je vpisal na študij matematike na FNT in leta 1963 diplomiral kot prvi diplomant smeri tehniška matematika (ta smer se je kasneje razdelila na uporabno in teoretično matematiko). Po diplomi je postal asistent za matematiko na takratni FNT. Ker v Ljubljani še ni bilo podiplomskega študija matematike (začel se je leta 1970), je študij nadaljeval v Zagrebu, kjer se je leta 1965 skupaj s še štirimi kolegi iz Slovenije pridružil podiplomskemu seminarju za topologijo, ki ga je vodil profesor Sibe Mardešić. Vrabec se je v Zagrebu odločil za magistrsko temo iz topologije trirazsežnih mnogoterosti. Magistriral je leta 1969 in še isto leto odšel na doktorski študij v ZDA na Univerzo Wisconsina v Madisonu, ki je bila takrat na področju matematike znana po živahnem raziskovanju geometrične topologije (kamor sodi tudi preučevanje trirazsežnih mnogoterosti), predvsem po zaslugi slavnega profesorja Binga. Doktoriral je leta 1971 z delom o fundamentalni grupi trirazsežnih mnogoterosti pod mentorstvom Jamesa Cannona.
V šolskem letu 1973/1974 je bil na enoletnem študijskem izpopolnjevanju na slavnem Inštitutu za višji študij v Princetonu, New Jersey, ZDA. Takoj po vrnitvi iz Madisona v Ljubljano je na ljubljanskem Oddelku za matematiko poleg rednih predmetov začel predavati izbirne predmete iz topologije in leta 1972 ustanovil topološki seminar, ki se od takrat redno sestaja vsak ponedeljek. Glavno zaslugo za uspeh tega seminarja imajo številna izredno točna in zanimiva predavanja profesorja Vrabca. Na dodiplomskem študiju matematike je vpeljal dva nova topološka predmeta, poleg osnov splošne topologije je začel predavati še algebrsko in geometrično topologijo.
Profesor Vrabec je bil do sedaj mentor dveh doktorskih (Nežka Mramor - Kosta, 1989, Petar Pavešić, 1998), 12 magistrskih in 46 diplomskih del, kar je obsežen pedagoški opus. Za matematične probleme svojih študentov in kolegov ima vedno čas (najraje ob zgodnjih jutranjih urah, ko na Oddelku za matematiko na Jadranski ni še nikogar drugega) in po navadi tudi rešitev ali pa točno in dobro premišljeno navodilo, kako do nje. Poleg mnogih znanstvenih in strokovnih del je napisal knjigo Metrični prostori, (Ljubljana 1990), ki je gotovo eden najlepše napisanih univerzitetnih učbenikov matematike na Slovenskem. Profesor Vrabec je navdušen obiskovalec gora (kamor najraje hodi pozimi, seveda v kratkih rokavih), s seboj pa rad povabi tudi svoje kolege in študente. Leta 1994 je ustanovil Topobavški seminar. Ime tega osebnega seminarja je skovano iz topologije in Bavškega Grintavca, ki je bil »seminarska tema« ustanovitvenega seminarja. Že od začetka seminar ni namenjen le topologom, temveč tudi sorodnikom, prijateljem in kolegom, tako da je to danes najštevilčnejši in najbolj pisan seminar na Oddelku za matematiko. Kdo bi si mislil, da so lahko matematični seminarji tako prijetni, zabavni in lepi. Tako kot je v slovensko matematiko profesor Vrabec prinesel takrat še dokaj neznani področji algebrske in geometrične topologije, tudi v planinah najraje hodi po neznanih in nenavadnih poteh. Pogosto so te poti bolj težko dostopne in zahtevajo vztrajnost, pogum in kar nekaj spretnosti, vendar si na koncu poplačan z osupljivim pogledom na svet z novega zornega kota.
Ob upokojitvi je leta 2006 dobil naziv zaslužnega profesorja ljubljanske univerze.